# هامل استرالیا غربی
هامل استرالیا غربی (به انگلیسی: Hamel) یک منطقهٔ مسکونی در استرالیا است که در استرالیای غربی واقع شده‌است.